# フィンスラー多様体
フィンスラー多様体（フィンスラーたようたい、英: Finsler manifold）とは、可微分多様体 M であって各接空間 TxM でミンコフスキー汎関数 F(x, −) (非対称のときもある) が与えられ、任意の滑らかな曲線 γ: [a, b] → M の長さが
{\displaystyle L(\gamma )=\int _{a}^{b}F\left(\gamma (t),{\dot {\gamma }}(t)\right)\,\mathrm {d} t}
であるものと定義される、微分幾何学の概念である。
正接ノルムが内積から誘導されていないことから、フィンスラー多様体はリーマン多様体よりも一般的な概念と言える。
フィンスラー多様体は、2点間の距離がそれらを結ぶ曲線の最小長で定義されるときintrinsicな準距離空間になる。
ポール・フィンスラーがこの幾何学を研究し(Finsler 1918)、エリ カルタン (1933)がそのことにちなんでフィンスラー多様体と名付けた。

## 定義
フィンスラー多様体は、可微分多様体 M であって、接束上の連続非負関数 F: TM → [0, +∞) であるフィンスラー計量がM の各点 x に対して、以下の性質をもつものである：
- （劣加法性）x で M に正接する 2 つの任意ベクトル v,w に対して F(v + w) ≤ F(v) + F(w)。
- （正の斉次性）任意の λ ≥ 0 に対して F(λv) = λF(v)。
- （正定値性）v = 0 でない限り F(v) > 0。

つまり、F(x, −) は接空間 TxM 上の非対称ノルムである。フィンスラー計量 F は「滑らか」である必要がある。より正確には
- F は TM の零切断の補集合で滑らか。

劣加法の条件は次の強い凸性条件に置き換えることができる：
- 各接線ベクトル v ≠ 0 について、v での F2 のヘッセ行列は正定値である。

ここで、v における F2 のヘッシアンは対称な双線型形式
{\displaystyle \mathbf {g} _{v}(X,Y):={\frac {1}{2}}\left.{\frac {\partial ^{2}}{\partial s\partial t}}\left[F(v+sX+tY)^{2}\right]\right|_{s=t=0}}
である。これは v における F の基本テンソルとも呼ばれる。強い凸性は、u⁄F(u) ≠ v⁄F(v) の場合に厳密な不等式による劣加法性を意味する。 F が強い凸性を持つならばそれは接空間のミンコフスキーノルムである。
さらに、
- 任意の接ベクトル v に対して F(−v) = F(v)

のとき、フィンスラー計量は可逆であるという。可逆なフィンスラー計量は接空間の (通常の意味での) ノルムを定義する。

## 例
- 有限次元のノルム線型空間の滑らかな部分多様体 (開部分集合を含む) は、ベクトル空間のノルムが原点の外側で滑らかならばフィンスラー多様体である。
- （擬リーマン多様体ではない）リーマン多様体はフィンスラー多様体の特殊なケースである。

### ランダース多様体
(M, a) をリーマン多様体とし、b を M 上の微分 1 形式で
{\displaystyle \|b\|_{a}:={\sqrt {a^{ij}b_{i}b_{j}}}<1,}
を満たすものとする。ここで aij は aij の逆行列である。アインシュタインの縮約記法を用いている。すると
{\displaystyle F(x,v):={\sqrt {a_{ij}(x)v^{i}v^{j}}}+b_{i}(x)v^{i}}
は M 上のランダース計量を定義し、(M, F) は非可逆フィンスラー多様体の特殊なケースであるランダース多様体である。

### 滑らかな準距離空間
(M, d) を準距離とする。つまり M は可微分多様体であり、d は M の微分構造と次の意味での互換性をもつ：
- M の任意の点 z の近傍で滑らかな M のチャート (U, ϕ) と定数 C ≥ 1 が存在して、任意の x, y ∈ U に対して次が成り立つ：
{\displaystyle {\frac {1}{C}}\|\phi (y)-\phi (x)\|\leq d(x,y)\leq C\|\phi (y)-\phi (x)\|.}
- 関数 d: M×M → [0, ∞] がいくつかpunctureされた対角の近傍の中で滑らか。

するとフィンスラー関数 F: TM → [0, ∞] を
{\displaystyle F(x,v):=\lim _{t\to 0+}{\frac {d(\gamma (0),\gamma (t))}{t}}}
で定義できる。ここで γ は M の任意の曲線で γ(0) = x かつ γ′(0) = v を満たす。このように得られたフィンスラー関数 F は M の接空間で非対称な（通常は非ミンコフスキー）ノルムに制限される。もともとの準距離から誘導されたintrinsicな計量 dL: M×M → [0, ∞] は
{\displaystyle d_{L}(x,y):=\inf \left\{\ \left.\int _{0}^{1}F\left(\gamma (t),{\dot {\gamma }}(t)\right)\,dt\ \right|\ \gamma \in C^{1}([0,1],M)\ ,\ \gamma (0)=x\ ,\ \gamma (1)=y\ \right\}}
で復元でき、実際、任意のフィンスラー関数 F: TM → [0, ∞) からこの式によって M 上のintrinsicな準計量 dL を定義できる。

## 測地線
F の均一性により、M 上の微分可能な曲線 γ: [a, b] → M の長さ
{\displaystyle L[\gamma ]:=\int _{a}^{b}F\left(\gamma (t),{\dot {\gamma }}(t)\right)\mathrm {d} t}
は、正方向の再パラメーター化の下で不変である。等速曲線 γ は、もしその十分に短いセグメント γ|[c,d] が γ(c) から γ(d) までの長さを最小化するなら、フィンスラー多様体の測地線である。同様に、もしエネルギー汎関数
{\displaystyle E[\gamma ]:={\frac {1}{2}}\int _{a}^{b}F^{2}\left(\gamma (t),{\dot {\gamma }}(t)\right)\mathrm {d} t}
が固定端点 γ(a) = x, γ(b) = y をもつ微分可能な曲線 γ 上でその汎関数微分が消えるという意味で定常なら、γ は測地線である。

### フィンスラー多様体上の正準スプレー構造
エネルギー汎関数 E[γ] のオイラー・ラグランジュ方程式は TM の局所座標系 (x1, ..., xn, v1, ..., vn) で
{\displaystyle g_{ik}{\Big (}\gamma (t),{\dot {\gamma }}(t){\Big )}{\ddot {\gamma }}^{i}(t)+\left({\frac {\partial g_{ik}}{\partial x^{j}}}{\Big (}\gamma (t),{\dot {\gamma }}(t){\Big )}-{\frac {1}{2}}{\frac {\partial g_{ij}}{\partial x^{k}}}{\Big (}\gamma (t),{\dot {\gamma }}(t){\Big )}\right){\dot {\gamma }}^{i}(t){\dot {\gamma }}^{j}(t)=0}
である。ここで k = 1, ..., n、また gij は次で定義される基本テンソルの座標表現である：
{\displaystyle g_{ij}(x,v):=g_{v}\left(\left.{\frac {\partial }{\partial x^{i}}}\right|_{x},\left.{\frac {\partial }{\partial x^{j}}}\right|_{x}\right).}
v ∈ TxM に関して F2(x, v) に強い凸性を仮定すると、行列 gij(x, v) は正則であり、その逆行列は gij(x, v) と表される。すると γ: [a, b] → M が (M, F) の測地線である必要十分条件は、接曲線 γ′: [a, b] → TM∖{0} が TM∖{0} 上で次式によって局所的に定義された滑らかなベクトル場 H の積分曲線であることである：
{\displaystyle \left.H\right|_{(x,v)}:=\left.v^{i}{\frac {\partial }{\partial x^{i}}}\right|_{(x,v)}\!\!-\left.2G^{i}(x,v){\frac {\partial }{\partial v^{i}}}\right|_{(x,v)},}
ここで局所スプレー係数 Gi は次式で与えられる：
{\displaystyle G^{i}(x,v):={\frac {1}{4}}g^{ij}(x,v)\left(2{\frac {\partial g_{jk}}{\partial x^{\ell }}}(x,v)-{\frac {\partial g_{k\ell }}{\partial x^{j}}}(x,v)\right)v^{k}v^{\ell }.}
TM∖{0} 上のベクトル場 H は JH = V および [V, H] = H を満たす。ここで J, V は TM∖{0} の正準準同型および正準ベクトル場である。したがって定義より H は M 上のスプレーである。スプレー H は垂直投影を介してファイバー束 TM∖{0} → M に非線形接続を定義する。
{\displaystyle v:T(\mathrm {T} M\setminus \{0\})\to T(\mathrm {T} M\setminus \{0\});\quad v:={\frac {1}{2}}{\big (}I+{\mathcal {L}}_{H}J{\big )}.}
リーマン多様体の場合と同様、Ehresmann曲率と非線形共変微分に関して、一般的なスプレー構造 (M, H) に対するヤコビ方程式のバージョン
{\displaystyle D_{\dot {\gamma }}D_{\dot {\gamma }}X(t)+R_{\dot {\gamma }}\left({\dot {\gamma }}(t),X(t)\right)=0}
が存在する。

### 測地線の一意性と最小化の性質
Hopf-Rinowの定理により、(M, F) 上には長さを最小化する曲線が (少なくとも十分に近い近傍で) 常に存在する。 長さを最小化する曲線は正の値で再パラメータ化して測地線にすることが常にでき、どの測地線も E[γ] に対してオイラー・ラグランジュ方程式を満たさなければならない。F2 の強い凸性を仮定すると、積分曲線の一意性により、任意の (x, v) ∈ TM∖{0} に対して γ(0) = x および γ′(0) = v を満たす最大の測地線 γ が一意に存在する。
F2 が強い凸性をもつなら、測地線 γ: [0, b] → M は、γ に沿って γ(0) に共役する最初の点 γ(s) まで、近くの曲線間で長さを最小化し、リーマン多様体の場合のように、t > s の場合、γの近くにγ(0) から γ(t) までのより短い曲線が常に存在する。